# أشياء غريبة (الموسم 2)
أشياء غريبة 2 أو (2 Stranger Things) هو الموسم الثاني من المسلسل التلفزيوني الدرامي والخيال العلمي الأمريكي أشياء غريبة. وصدر الموسم في جميع أنحاء العالم حصريًا عبر خدمة البث نيتفلكس بتاريخ 27 أكتوبر 2017. تم إنتاج المسلسل بواسطة مات وروس دفر، وهم أيضًا منتجو تلفزيون إلى جانب شون ليفي ودان كوهن وإيان باترسون.
كان في الموسم الثاني من النجوم وينونا رايدر، ديفيد هاربور، فين وولفارد، ميلي بوبي براون، جاتين ماتاراتزو، كاليب ماكلولين، نوح شناب، سادي سينك، ناتاليا داير، تشارلي هيتون، جو كيري ، داكر مونتغمري، كارا بونو، شون أستين وبول ريزر. كما يظهر بريت جيلمان، ولينيا بيرتلسن، وماثيو مودين، وبريا فيرجسون في أدوار متكررة. تلقى أشياء غريبة 2 مراجعات إيجابية للغاية، لا سيما فيما يتعلق بقصته، وتطوير الشخصية، وقيم الإنتاج، والتأثيرات المرئية، والتمثيل، ونغمة قاتمة أكثر من الموسم السابق.

## مقدمة
في خريف عام 1984، وجد ويل بايرز نفسه هدفًا لـرَأسًا على عَقِب حيث أن كيانًا كبيرًا ذو مجسات يُدعى العقل فلاير سرعان ما يرهب مواطني هوكينز، ويعيد جويس وهوبر إلى جانب أخت مايك نانسي، وشقيق ويل جوناثان، وصديق نانسي ستيف، وكذلك أصدقاء ويل المقربين؛ مايك وداستن ولوكاس. يجب على المجموعة بأكملها جنبًا إلى جنب مع الوافد الجديد من كاليفورنيا، ماكس بالإضافة إلى ايليفين المفقودة، توحيد الجهود مرة أخرى لمنع زيادة التهديد.

## الممثلين والشخصيات

### رئيسي
- وينونا رايدر بدور جويس بايرز [2]
- ديفيد هاربور مثل جيم هوبر [2]
- فين ولفهارد في دور مايك ويلر [3]
- ميلي بوبي براون [3] بدور أحد عشر / جين آيفز
- جاتن ماتاراتزو في دور داستن هندرسون [3]
- كاليب ماكلولين في دور لوكاس سنكلير [3]
- نواه شناب مثل ويل بايرز [3][4]
- سادي سينك في دور ماكس مايفيلد [4]
- ناتاليا داير بدور نانسي ويلر [3]
- تشارلي هيتون في دور جوناثان بايرز [3]
- جو كيري بدور ستيف هارينجتون [4]
- داكري مونتغمري في دور بيلي هارجروف [4]
- كارا بونو في دور كارين ويلر [5]
- شون أستين بدور بوب نيوباي
- بول ريزر في دور سام أوينز

## الحلقات
في هذا الجدول، يشير الرقم الموجود في العمود الأول إلى رقم الحلقة ضمن المسلسل بأكمله، بينما يشير الرقم الموجود في العمود الثاني إلى رقم الحلقة في هذا الموسم المُحدد.
| الرقم في المسلسل | الرقم في الموسم | عنوان الحلقة                                                            | المخرج        | الكاتب            | تاريخ العرض    |
| --- | --------------- | ----------------------------------------------------------------------- | ------------- | ----------------- | -------------- |
| 9 | 1               | «Chapter One: MADMAX (الفصل 1: "ماد ماكس")»                             | الاخوة دوفر   | الاخوة دوفر       | 27 أكتوبر 2017 |
| بينما تستعد البلدة لعيد الهالووين، يقلب منافس لديه أكبر عدد من النقاط الأوضاع في صالة الألعاب ويفتش "هوبر" المتشكك حقلًا من القرع الفاسد. |                 |                                                                         |               |                   |                |
| 10 | 2               | «Chapter Two: Trick or Treat, Freak (الفصل 2: خدعة أم حلوى أيها المسخ)» | الاخوة دوفر   | الاخوة دوفر       | 27 أكتوبر 2017 |
| بعدما شاهد "ويل" شيئًا مرعبًا في ليلة جمع الحلوى، يتساءل "مايك" ما إذا كانت "إيليفن" بخير، بينما تعاني "نانسي" من تقبّل حقيقة "بارب".       |                 |                                                                         |               |                   |                |
| 11 | 3               | «Chapter Three: The Pollywog (الفصل 3: الشرغوف)»                        | شون ليفي      | جوستين دوبل       | 27 أكتوبر 2017 |
| يتبنّى "داستن" حيوانًا أليفًا جديدًا غريبًا، و يضيق صدر "إيليفن" بشكل متزايد، بينما يحث "بوب" "ويل" بحسن نية على الوقوف في وجه مخاوفه.        |                 |                                                                         |               |                   |                |
| 12 | 4               | «Chapter Four: Will the Wise (الفصل 4: "ويل" الحكيم)»                   | شون ليفي      | بول ديختر         | 27 أكتوبر 2017 |
| يصارح "ويل" "جويس" أثناء مرضه... بنتائج مرعبة. وبينما يبحث "هوبر" عن الحقيقة، تصل "إيليفن" إلى اكتشاف مفاجئ.                             |                 |                                                                         |               |                   |                |
| 13 | 5               | «Chapter Five: Dig Dug (الفصل 5: "ديغ داغ")»                            | أندرو ستانتون | جيسي نيكسون لوبيز | 27 أكتوبر 2017 |
| تتبادل "نانسي" و"جوناثان" نظريات المؤامرة مع حليف جديد فيما تبحث "إيليفن" عن شخص من ماضيها، ويعمل "بوب العبقري" على حلّ مشكلة عويصة.      |                 |                                                                         |               |                   |                |
| 14 | 6               | «Chapter Six: The Spy (الفصل 6: الجاسوس)»                               | أندرو ستانتون | كيت تريفري        | 27 أكتوبر 2017 |
| تزداد صلة "ويل" أكثر فأكثر بقوًى شريرة غامضة، لكن أحدًا لا يعرف كيفية إيقافها. وفي جانب آخر، تنشأ صداقة غير متوقعة بين "داستن" و"ستيف".    |                 |                                                                         |               |                   |                |
| 15 | 7               | «Chapter Seven: The Lost Sister (الفصل 7: الأخت المفقودة)»              | ريبيكا توماس  | جاستن دوبل        | 27 أكتوبر 2017 |
| تجذب رؤًى خارقة للطبيعة "إيليفن" إلى جماعة من المنبوذين العنيفين وفتاة غاضبة ذات ماضٍ مُبهم.                                                |                 |                                                                         |               |                   |                |
| 16 | 8               | «Chapter Eight: The Mind Flayer (الفصل 8: سالخ العقول)»                 | الأخوة دوفر   | الأخوة دوفر       | 27 أكتوبر 2017 |
| يتدخّل بطل غير متوقع حين يتسبّب تطور مميت في الأحداث في إغلاق معمل "هوكينز"، الأمر الذي يؤدي إلى حبس "ويل" وعدة أشخاص آخرين في داخله.      |                 |                                                                         |               |                   |                |
| 17 | 9               | «Chapter Nine: The Gate (الفصل 9: البوابة)»                             | الأخوة دوفر   | الأخوة دوفر       | 27 أكتوبر 2017 |
| تضع "إيليفن" خططًا لتنهي ما بدأته، فيما يبذل الناجون قصارى جهدهم للضغط على القوى الوحشية التي تحتجز "ويل" كرهينة.                         |                 |                                                                         |               |                   |                |

## إنتاج

### تطوير
مع النجاح الحاسم ونجاح المشاهدة للموسم الأول بعد صدوره في يوليو 2016، أثيرت التكهنات بشأن الموسم الثاني المحتمل. قصد الأخوة دوفر في البداية أن يكون أشياء غريبة إما سلسلة صغيرة مستقلة  أو سلسلة مختارات. لقد نظروا أيضًا في إمكانية إعداد موسم ثانٍ محتمل (والذي أشاروا إليه باسم «تكملة»)، في أوائل التسعينيات ويضم نسخة قديمة من الشخصيات، جنبًا إلى جنب مع جميع الشخصيات الجديدة، الذين عادوا إلى هوكينز بعد أحداث خارقة للطبيعة تبدأ في الحدوث مرة أخرى.
ومع ذلك، بعد إصدار الموسم الأول، أدركوا أن إعجاب الشخصيات - وخاصة الأطفال - كان مفتاح نجاح المسلسل، وقرروا تحديد الموسم الثاني في عام 1984 والتركيز على نفس الشخصيات. بحلول نهاية شهر يوليو، حدد الأخوة دوفر خطة لمثل هذا الموسم إذا كانت مضاءة باللون الأخضر،  وقال ريد هاستينغز، الرئيس التنفيذي لشركة نيتفليكس، في أوائل أغسطس إن الشركة «ستكون غبية لعدم» تجديد أشياء غريبة لـ موسم ثانٍ. في 31 أغسطس 2016، أعلنت نيتفليكس أنها جددت Stranger Things (أشياء غريبة) للموسم الثاني المكون من تسع حلقات، على أن يتم إصدارها في عام 2017. كشف الأخوان دوفر أنه تم تجديد المسلسل للموسم الثاني قبل إطلاق الأول. فيما يتعلق بقرار الانتظار أكثر من شهر بعد إطلاق الموسم الأول للإعلان عن التجديد، قال مات دوفر، «لقد انتهى الأمر بالفعل إلى العمل لأنه تراكم على مستوى الحمى هذا. أعتقد أن هذا ما كانت تنوي [نيتفلكس] فعله طوال الوقت.» 

### إِنشاء
كتب الأخوة دوفر الموسم الثاني لجعل الموسم الأول والثاني معًا يبدو وكأنه عمل كامل، ولكن وضع العناصر في مكانها للمضي قدمًا في المواسم الإضافية إذا كانت مضاءة باللون الأخضر. بينما تم تحديد معظم قصة الموسم الثاني قبل بث الموسم الأول، أخذ الأخوة دوفر ردود فعل الجمهور من الموسم الأول لتعديل بعض التفاصيل في الموسم الثاني. كانوا يعلمون أنهم لن يكون لديهم نفس عنصر مفاجأة الجمهور كما هو الحال عندما تم بث المسلسل من جديد، وكانوا مدركين أن المعجبين يريدون رؤية عناصر معينة، لكن روس قال «... النقطة ليست إعطاء كل شخص ما يعتقد أنه يريده. لأنني لا أعتقد أنهم يعرفون حقًا ما يريدون».
شعر الأخوان دوفر أنه يجب التعامل مع الموسم الثاني على أنه تكملة وليس استمرارًا، وبالتالي فقد اختاروا نِداء Stranger Things 2 . كان لهذا النهج بعض الخوف من نيتفلكس، حيث شعرت الشركة أن تتابعات الأفلام عادة ما تتمتع بسمعة سيئة، لكن الأخوة دوفر أشارُ إلى أنهُ كان هناك العديد من التكميلات الناجحة التي تجاوزت الفيلم الأصلي، وشعرت بالثقة بهذا الاسم. على الرغم من الكشف عن عناوين حلقات الموسم في الإعلان التشويقي من أجل «تقديم بعض التلميح إلى أين كنا ذاهبون في الموسم الثاني دون إعطاء أي شيء»،  صرح مات دوفر أن بعض العناوين ستتغير، منذ ذلك الحين كانت هناك بعض الأشياء «لم نرغب في وضعها هناك لأننا شعرنا أنها ستعطي الكثير»،  ولأن «الأشخاص أذكياء على الإنترنت اللعين» مع مقاطع فيديو أنشأها المعجبون «لتحليل عناوين الفصول... الحق في الكثير» لكيفية ارتباط العناوين بمؤامرة الموسم. في أوائل أكتوبر 2017، كشف الأخوة دوفر عن العناوين النهائية للحلقات الست الأولى من الموسم.

### اختيار
في أكتوبر 2016، تم الإعلان عن ترقية شناب وكيري إلى فريق التمثيل الرئيسي للموسم الثاني، بعد كل تكرار في الموسم الأول، وأن سادي سينك وداكر مونتغمري سينضمان إلى فريق التمثيل الرئيسي مثل ماكس وبيلي، على التوالي. رايدر، هاربور، وولفارد، براون، ماتارازو، ماكلولين، داير وهيتون يعودون أيضًا لهذا الموسم. شون أستين في دور بوب نيوبي وبول ريزر في دور سام أوينز هم أيضًا جزء من فريق الممثلين الرئيسيين في الموسم. بالنسبة إلى أوينز، أشار الأخوة دوفر إلى الشخصية في عرضهم لـ نيتفلكس لهذا الموسم باسم «بول ريزر»، وألمح على وجه التحديد إلى شخصية ريزر بيرك في الفضائيون ، حيث أشار روس إلى اختيار جيمس كاميرون لهذا الفيلم، قائلاً، «اعتقد [كاميرون] أن الناس سيثقون بطبيعتهم بـ [ريزر] وسيكون ذلك بمثابة تحريف». كان أبن ريزر معجبًا بـ أشياء غريبة ، ومنح والده تقديرًا مبكرًا للمسلسل، لذلك عندما اتصل الإنتاج بوكيله حول الدور، كان ريزر متحمسًا للجزء. انضم إليهم في أدوار متكررة لينيا بيرثيلسن في دور كالي / ثمانية  وبريت جيلمان في دور موراي بومان.

## الإطلاق
تم إصدار الموسم الثاني، الذي يتكون من تسع حلقات مدتها ساعة واحدة، في جميع أنحاء العالم على نيتفلكس في 27 أكتوبر 2017،  بتقنية Ultra HD 4K و HDR.

### تسويق
إعلان تشويقي للموسم الثاني، والذي أعلن أيضًا عن تاريخ الإصدار، تم بثه خلال سوبر بول LI.

### ما وراء الأشياء الغريبة
مع إصدار الموسم الثاني من المسلسل، أصدرت نيتفلكس أيضًا ما وراء الأشياء الغريبة ، وهو عرض لاحق استضافه جيم راش. يتألف ضيوف العرض من طاقم وطاقم من المسلسل، بما في ذلك الأخوة دوفر ونجوم المسلسل، لمناقشة تطوير وإنتاج ما وراء الكواليس للمسلسل وأساطيره الأكبر. على عكس العروض اللاحقة السابقة التي أنشأتها إمباسي رو، مثل حديث الموتى و Talking Bad ، فإن ما وراء الأشياء الغريبة مخصص للمشاهدة بعد عرض الموسم الحالي بأكمله.

### وسائل الإعلام الرئيسية
تم إصدار الموسم الثاني على حزمة كومبو بلو-راي / دي في دي حصريًا لتجار التجزئة المستهدفين في 6 نوفمبر 2018، في عبوة عتيقة مستوحاة من CBS-FOX VHS.

## استقبال

### نسبة مشاهدة الجمهور

#### تقييمات نيلسن
تسجل تقييمات نيلسن بيانات المشاهدة لأولئك الذين شاهدوا المسلسل على جهاز تلفزيون، ولا تأخذ البيانات في الحسبان الأجهزة المحمولة أو الأجهزة اللوحية أو أجهزة الكمبيوتر الشخصي.
| رقم الحلقة | العنوان                              | يوم الإصدار    | مشاهدة لمدة ثلاثة أيام   | مشاهدة لمدة ثلاثة أيام    | مرجع   |
| رقم الحلقة | العنوان                              | يوم الإصدار    | المشاهدين 18-49 (ملايين) | إجمالي المشاهدين (ملايين) | مرجع   |
| ---------- | ------------------------------------ | -------------- | ------------------------ | ------------------------- | ------ |
| 1          | "Chapter One: MADMAX"                | 27 أكتوبر 2017 | 11.0                     | 15.8                      | [ 30 ] |
| 2          | "Chapter Two: Trick or Treat, Freak" | 27 أكتوبر 2017 | 9.6                      | 13.7                      | [ 30 ] |
| 3          | "Chapter Three: The Pollywog"        | 27 أكتوبر 2017 | 8.1                      | 11.6                      | [ 30 ] |
| 4          | "Chapter Four: Will the Wise"        | 27 أكتوبر 2017 | 6.6                      | 9.3                       | [ 30 ] |
| 5          | "Chapter Five: Dig Dug"              | 27 أكتوبر 2017 | 5.6                      | 8.0                       | [ 30 ] |
| 6          | "Chapter Six: The Spy"               | 27 أكتوبر 2017 | 4.5                      | 6.4                       | [ 30 ] |
| 7          | "Chapter Seven: The Lost Sister"     | 27 أكتوبر 2017 | 3.7                      | 5.3                       | [ 30 ] |
| 8          | "Chapter Eight: The Mind Flayer"     | 27 أكتوبر 2017 | 3.4                      | 4.9                       | [ 30 ] |
| 9          | "Chapter Nine: The Gate"             | 27 أكتوبر 2017 | 3.2                      | 4.6                       | [ 30 ] |

#### بيانات أخرى
تم الاعتراف بالموسم الثاني من قِبل Parrot Analytics باعتباره السلسلة الرقمية الأصلية الأكثر طلبًا في العالم في عام 2017 وهو مدرج في إصدار 2019 من موسوعة غينيس للأرقام القياسية. في أغسطس 2017، قررت شركة التحليلات التسويقية جامب شوت أن الموسم كان سابع موسم من أكثر المواسم مشاهدة على نيتفلكس في أول 30 يومًا بعد إصداره، حيث حصد أكثر من 20٪ بقليل من المشاهدين الذين حصلوا على الموسم الثاني من ديرديفيل ، وهو الموسم الثاني من مسلسل ديرديفيل. الموسم الأكثر مشاهدة وفقًا لـ جامب شوت. جامب شوت، التي «تحلل بيانات تدفق النقرات من لوحة عبر الإنترنت تضم أكثر من 100 مليون مستهلك»، نظرت في سلوك المشاهدة ونشاط أعضاء الشركة في الولايات المتحدة، مع الأخذ في الاعتبار العدد النسبي لمشاهدي نيتفلكس في الولايات المتحدة الذين شاهدوا حلقة واحدة على الأقل من الفصل.

## روابط خارجية
- أشياء غريبة على نتفليكس (الاشتراك مطلوب)
- قائمة حلقات أشياء غريبة (الموسم 2)  على قاعدة بيانات الأفلام على الإنترنت